# Plánované nepohodlí
Výraz plánované nepohodlí má více významů:
v osobním rozvoji a náboženství
- představuje stav, kdy se jedinec, buď sám nebo s pomocí druhých, vystaví určitému „nepohodlí“ ve smyslu stavu, který by (při svém společenském postavení nebo finanční situaci) nemusel podstupovat – tato fáze může být spojena s charitativní činností, na náboženské úrovni může toto období blízké například půstu, v oblasti osobního rozvoje se často jedná o získání zkušenosti se skromnějším způsobem života, vyklouznutí ze zóny pohodlí (comfort zone) pro potřebu získání perspektivy pro porovnávání mezi získanými zkušenostmi.[1]

v marketingu
- prvek či stav používaný v marketingu, cenotvorbě a stratifikace produktových řešení.
  - použití v souvislosti s cenovými třídami, které nabízejí některé letecké společnosti – ty vytvoří základní, nejlevnější, ale též nejméně pohodlnou třídu cestování (s nejmenším místem pro nohy, s minimem občerstvení, apod.) a cenu u této třídy používají v reklamách (s předponou od) a lákají na ně své zákazníky/klienty. Současně mají vymyšlené a navržené upgrady, které tohoto plánovaného nepohodlí krok po kroku zbavují, s tím, že samozřejmě za každý z nich musí zákazník zaplatit. Tomuto modelu se též říká plánované utrpení (calculated misery).[2]
  - použití v restauracích rychlého občerstvení – účelem je navození pocitu u zákazníků, že se zde mohou najíst, ale nezdržet se příliš dlouho – zejména proto, aby neblokovali místa dalším platícím zákazníkům, jejichž útrata je klíčová pro výnosy podniku. Proto se restaurace navrhuje tak, aby byla „přátelská, ale ne příliš“, nebo se pro ně vyrábějí židle, které jsou (podle psychologa Johna Vassose) „pohodlné, pokud na nich nesedíte příliš dlouho“, např. tím, že neumožňují přizpůsobení pozice vůči stolu.[3] Návrh těchto prostor a jejich vybavení tedy není náhodný a často s ním pomáhají psychologové specializovaní na tuto úzkou oblast.